# Idrætssvømning
Idrætssvømning er en dansk undervisningsfilm fra 1941, der er instrueret af Theodor Christensen.

## Handling
Instruktionsfilm, der gennemgår træningen til brystsvømning, crawl, holdkapssvømning, bjærgning, dykning og kunstsvømning.